# Drobeta-Turnu Severin
Drobeta Turnu Severin of Drobeta-Turnu Severin (Hongaars: Szörényvár) (ingekort: Severin) is een stad in Roemenië.
Bestuurlijk valt de stad onder het District Mehedinți in Oltenië.
In 2004 had Dobreta Turnu Severin ongeveer 103.000 inwoners.
De stad ligt aan de Donau, dicht bij de IJzeren Poort.
De naam van de stad was lang Turnu Severin, die zoiets betekent als Noordelijke Toren (Oud-Slavisch). In het jaar 1972 werd de naam Drobeta aan de oorspronkelijke naam gekoppeld om een verwijzing te doen naar de Romeinse stad Drobeta die hier moet hebben gelegen.

## Geschiedenis

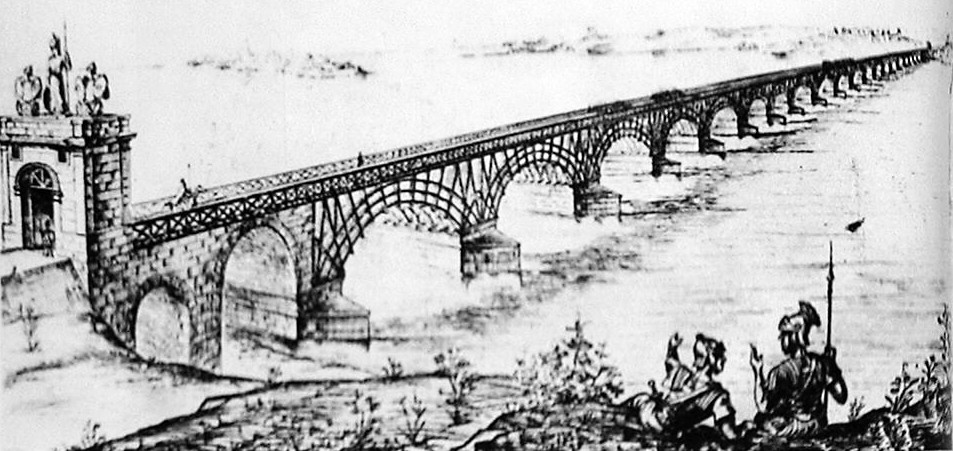
Romeinse brug van Trajanus, 103 na Christus

Op de plaats van Drobeta-Turnu Severin lag de romeinse nederzetting Drobeta die bekend was om de brug over de Donau uit de jaren 105-103 na Christus.
De middeleeuwse burcht van Severin werd onder de regering van de Hongaarse koning Ladislaus I van Hongarije (1077–1095) opgericht als verdedigingswerk tegen het Bulgaarse Tsarenrijk. Vele generaties Hongaarse en Walachijse leiders vochten om de macht over de burcht maar in 1330 kwam deze in handen van de Vlachen. In 1524 kwam het geheel in handen van de Ottomanen die pas in 1829 definitief werden verjaagd door de Habsburgse legers. Daarna volgde een wederopbouw die het huidige beeld van de stad bepaald en werd de stad de hoofdplaats van het District Mehedinți.

## Bevolkingsontwikkeling
- 1900: 18.628
- 2003: 104.557

## Geboren in Drobeta-Turnu Severin
- Alexander Löhr (1885-1947), Oostenrijks officier in de Tweede Wereldoorlog